# 社長えんま帖
『社長えんま帖』（しゃちょうえんまちょう）は、1969年1月15日に東宝系で公開された日本映画。カラー。シネマスコープ。

## 概要
『社長シリーズ』の第30作。それを記念して、社長秘書役を関口宏、秘書の恋人役を内藤洋子、バイヤー役を藤岡琢也にそれぞれ変更、前作までバイヤー役だった小沢昭一は、新たに営業部長役になる。
名物の地方ロケは佐賀県唐津市。

## スタッフ
- 製作：藤本真澄
- 脚本：笠原良三
- 監督：松林宗恵
- 撮影：鈴木斌
- 照明：石井長四郎
- 美術：中古智
- 録音：矢野口文雄
- 音楽：神津善行
- 編集：岩下広一
- スチール：吉崎松雄

## 出演者
- 大高長太郎：森繁久彌
- 大高悦子：久慈あさみ
- 大高春江：岡田可愛
- 石山剛造：加東大介
- 西条隆：小林桂樹
- 西条栄子：司葉子
- 西条章子：内藤洋子
- 西条宗一：岡口俊成
- 西条きくえ：英百合子
- 富田林茂：小沢昭一
- 中沢英雄：関口宏
- ポール花岡：藤岡琢也
- 梅原貫之助：東野英治郎
- ふじ子：草笛光子
- 香織：団令子
- 花丸：沢井桂子
- 松子：浦山珠実

## 同時上映
『ドリフターズですよ!特訓特訓また特訓』
- 脚本：渡邊祐介、東盛作／監督：渡邊祐介／主演：ザ・ドリフターズ
- 『ドリフターズですよ』シリーズ第4作。ドリフ映画とのカップリングは唯一。